# Idães
Idães is een plaats (freguesia) in de Portugese gemeente Felgueiras en telt 2505 inwoners (2001).